# România TV
Романиа ТВ је 24-сатна румунска информативна телевизија конзервативне и националистичке оријентације, коју је 23. октобра 2011. покренуо бивши предузетник и политичар Себастијан Гхита. Његов слоган је "Дајемо тачне вести!" (Румунски: „Noi dăm ştirea exactă!“ ).
Основана је када је нови власник ТВ Реалитатеа, Елан Шварценберг, преселио седиште телевизије у Виллброок Платинум. Романиа ТВ има некадашње седиште и неке запослене у Реалитатеа ТВ.
Канал често добија новчану казну или судски позив од стране Националног аудио-визуелног савета због кршења румунских закона о аудиовизуелним пословима. 
Канал је 24. августа 2013. променио лого, након што је регулаторна агенција ЦНА упозорила канал да не користи варијанте логотипа које су се смењивале на екрану, због РТВ бренда који припада Реалитатеа Медиа СА.